# Міста Ірану
У цьому списку перелічено міста Ірану.

## Міста-мільйонники
| Місто       | Елемент Вікіданих | P31: є одним із                                                                                  | Населення      |
| ----------- | ----------------- | ------------------------------------------------------------------------------------------------ | -------------- |
| Ахваз       | Q170366: Ахваз    | місто в Іраніd місто з населенням понад 100 тис. осібd                                           | 1 184 788 осіб |
| Ісфаган     | Q42053: Ісфаган   | місто в Іраніd місто з населенням понад 100 тис. осібd найбільше містоd метрополіс світове місто | 1 961 260 осіб |
| Кередж      | Q36529: Кередж    | місто в Іраніd                                                                                   | 1 592 492 осіб |
| Кум (місто) | Q170573: Кум      | місто в Іраніd                                                                                   | 1 201 158 осіб |
| Мешхед      | Q121157: Мешхед   | місто в Іраніd                                                                                   | 3 001 184 осіб |
| Тебриз      | Q80053: Тебриз    | місто в Іраніd                                                                                   | 1 558 693 осіб |
| Тегеран     | Q3616: Тегеран    | місто в Іраніd megacityd світове місто national capitald                                         | 8 693 706 осіб |
| Шираз       | Q6397066: Шираз   | місто в Іраніd                                                                                   | 1 565 572 осіб |

| Місто               | Елемент Вікіданих            | P31: є одним із                                                                                  | Населення                 |
| ------------------- | ---------------------------- | ------------------------------------------------------------------------------------------------ | ------------------------- |
| Абадан              | Q63049: Абадан               | місто в Іраніd місто з населенням понад 100 тис. осібd портове місто                             | 231 476 осіб              |
| Абаде (Іран)        | Q192928: Абаде               | місто в Іраніd                                                                                   | 59 116 осіб               |
| Абаде-Ташк          | Q888291: Абаде-Ташк          | місто в Іраніd                                                                                   | 7379 осіб                 |
| Аббер               | Q861916: Аббер               | місто в Іраніd                                                                                   | 8091 осіб                 |
| Абдан               | Q862363: Абдан               | місто в Іраніd                                                                                   | 6827 осіб                 |
| Абданан             | Q862554: Абданан             | місто в Іраніd                                                                                   | 23 946 осіб               |
| Абієк               | Q783176: Абійек              | місто в Іраніd                                                                                   | 60 107 осіб               |
| Абпахш              | Q2634509: Абпахш             | місто в Іраніd                                                                                   | 18 913 осіб               |
| Алігударз           | Q643166: Алігударз           | місто в Іраніd                                                                                   | 78 690 осіб 89 268 осіб   |
| Амол                | Q331078: Амол                | місто в Іраніd місто з населенням понад 100 тис. осібd                                           | 237 528 осіб              |
| Андімешк            | Q371112: Андимешк            | місто в Іраніd місто з населенням понад 100 тис. осібd                                           | 240 113 осіб              |
| Ардебіль            | Q180103: Ардебіль            | місто в Іраніd                                                                                   | 529 374 осіб              |
| Астане              | Q643718: Астане              | місто в Іраніd                                                                                   | 7166 осіб                 |
| Астара (Іран)       | Q645855: Астара              | місто в Іраніd прикордонний населений пунктd                                                     | 51 579 осіб               |
| Ахваз               | Q170366: Ахваз               | місто в Іраніd місто з населенням понад 100 тис. осібd                                           | 1 184 788 осіб            |
| Бабол               | Q605157: Бабол               | місто в Іраніd місто з населенням понад 100 тис. осібd                                           | 250 217 осіб              |
| Багтаран            | —                            |                                                                                                  |                           |
| Бам                 | Q106636: Бам                 | місто в Іраніd місто з населенням понад 100 тис. осібd                                           | 127 396 осіб              |
| Бандар-Анзалі       | —                            |                                                                                                  |                           |
| Бендер-Аббас        | Q154814: Бендер-Аббас        | місто в Іраніd місто з населенням понад 100 тис. осібd                                           | 526 648 осіб              |
| Бендер-Імам-Хомейні | Q772940: Бендер-Імам-Хомейні | місто в Іраніd                                                                                   | 78 353 осіб               |
| Бендер-Торкеман     | Q643394: Бендер-Торкеман     | місто в Іраніd                                                                                   | 53 970 осіб               |
| Бехбахан            | Q643207: Бехбахан            | місто в Іраніd місто з населенням понад 100 тис. осібd                                           | 122 604 осіб              |
| Бехшахр             | Q814594: Бехшахр             | місто в Іраніd                                                                                   | 94 702 осіб               |
| Бірджанд            | Q193806: Бірджанд            | місто в Іраніd місто з населенням понад 100 тис. осібd                                           | 203 636 осіб              |
| Боджнурд            | Q317946: Боджнурд            | місто в Іраніd місто з населенням понад 100 тис. осібd                                           | 199 791 осіб 228 931 осіб |
| Боруджерд           | Q605454: Боруджерд           | місто в Іраніd місто з населенням понад 100 тис. осібd                                           | 234 997 осіб              |
| Бушир               | Q158928: Бушир               | місто в Іраніd місто з населенням понад 100 тис. осібd                                           | 223 504 осіб              |
| Вернамхваст         | —                            |                                                                                                  |                           |
| Ґаєм-Шахр           | Q720937: Ґаєм-Шахр           | місто в Іраніd місто з населенням понад 100 тис. осібd                                           | 204 953 осіб              |
| Ґонбад-е-Кабус      | Q1975291: Гонбат-е-Ґабус     | місто в Іраніd місто з населенням понад 100 тис. осібd                                           | 151 910 осіб              |
| Ґорґан              | Q188155: Горган              | місто в Іраніd місто з населенням понад 100 тис. осібd                                           | 312 223 осіб              |
| Дезфул              | Q605142: Дезфул              | місто в Іраніd місто з населенням понад 100 тис. осібd                                           | 264 709 осіб              |
| Доруд               | Q238375: Доруд               | місто в Іраніd місто з населенням понад 100 тис. осібd                                           | 121 608 осіб 121 638 осіб |
| Ерак                | Q212628: Ерак                | місто в Іраніd місто з населенням понад 100 тис. осібd                                           | 520 944 осіб              |
| Есламшахр           | Q862519: Есламшахр           | місто в Іраніd місто з населенням понад 100 тис. осібd                                           | 448 129 осіб              |
| Єзд                 | Q182394: Єзд                 | місто в Іраніd місто з населенням понад 100 тис. осібd                                           | 529 673 осіб              |
| Захедан             | Q140561: Захедан             | місто в Іраніd місто з населенням понад 100 тис. осібd                                           | 587 730 осіб              |
| Зенджан             | Q146699: Зенджан             | місто в Іраніd місто з населенням понад 100 тис. осібd                                           | 386 851 осіб 430 871 осіб |
| Ілам                | Q499470: Ілам                | місто в Іраніd місто з населенням понад 100 тис. осібd                                           | 194 030 осіб              |
| Ісламабаде-Герб     | Q720689: Ісламабаде-Герб     | місто в Іраніd                                                                                   | 90 559 осіб               |
| Істахр              | Q862251: Істахр              | населений пункт археологічна пам'ятка стародавнє містоd                                          |                           |
| Ісфаган             | Q42053: Ісфаган              | місто в Іраніd місто з населенням понад 100 тис. осібd найбільше містоd метрополіс світове місто | 1 961 260 осіб            |
| Казвін              | Q181578: Казвін              | місто в Іраніd місто з населенням понад 100 тис. осібd                                           | 402 748 осіб              |
| Кашан (Іран)        | Q240475: Кашан               | місто в Іраніd місто з населенням понад 100 тис. осібd                                           | 304 487 осіб              |
| Кередж              | Q36529: Кередж               | місто в Іраніd                                                                                   | 1 592 492 осіб            |
| Керман              | Q171714: Керман              | місто в Іраніd місто з населенням понад 100 тис. осібd                                           | 537 718 осіб              |
| Керманшах           | Q180078: Керманшах           | місто в Іраніd місто з населенням понад 100 тис. осібd                                           | 945 651 осіб 946 651 осіб |
| Кум (місто)         | Q170573: Кум                 | місто в Іраніd                                                                                   | 1 201 158 осіб            |

| Місто              | Елемент Вікіданих           | P31: є одним із                                                                      | Населення                 |
| ------------------ | --------------------------- | ------------------------------------------------------------------------------------ | ------------------------- |
| Маку               | Q720318: Маку               | місто в Іраніd                                                                       | 46 581 осіб               |
| Масуле             | Q862310: Масуле             | місто в Іраніd пам'ятка культури пам'ятка архітектури                                | 393 осіб                  |
| Мейме              | —                           |                                                                                      |                           |
| Меріван            | Q631517: Меріван            | місто в Іраніd прикордонний населений пунктd місто з населенням понад 100 тис. осібd | 136 654 осіб              |
| Мехабад            | —                           |                                                                                      |                           |
| Мешхед             | Q121157: Мешхед             | місто в Іраніd                                                                       | 3 001 184 осіб            |
| Натанз             | Q124669: Натанз             | місто в Іраніd                                                                       | 14 122 осіб               |
| Нехавенд           | Q720045: Нехавенд           | місто в Іраніd                                                                       | 76 162 осіб               |
| Нурабад (Лурестан) | Q720657: Нурабад (Лурестан) | місто в Іраніd OpenStreetMap                                                         |                           |
| Нушабад            | Q1764166: Нушабад           | місто в Іраніd                                                                       | 11 838 осіб               |
| Ормуз (місто)      | Q888643: Ормуз              | місто в Іраніd                                                                       | 5891 осіб                 |
| Парсіан            | Q1763105: Парсіан           | місто в Іраніd                                                                       | 18 045 осіб               |
| Піраншехр          | Q3015863: Піраншерх         | місто в Іраніd місто з населенням понад 100 тис. осібd                               | 91 515 осіб               |
| Рамсар             | Q951051: Рамсар             | місто в Іраніd                                                                       | 35 997 осіб               |
| Резайе             | —                           |                                                                                      |                           |
| Рей (місто)        | Q636188: Рей                | місто в Іраніd місто з населенням понад 100 тис. осібd                               | 250 000 осіб              |
| Решт               | Q178373: Решт               | місто в Іраніd місто з населенням понад 100 тис. осібd                               | 679 995 осіб              |
| Саадабад           | Q2610892: Саадабад          | місто в Іраніd                                                                       | 8248 осіб                 |
| Сарі (Іран)        | Q168843: Сарі               | місто в Іраніd місто з населенням понад 100 тис. осібd                               | 309 820 осіб              |
| Сенендедж          | Q272093: Сенендедж          | місто в Іраніd місто з населенням понад 100 тис. осібd                               | 412 767 осіб              |
| Солтаніє           | Q4531: Солтаніє             | місто в Іраніd                                                                       | 7638 осіб                 |
| Сузи               | Q180773: Сузи               | стародавнє містоd (4395 до н. е.) археологічна пам'ятка пам'ятка архітектури         |                           |
| Тальхунче          | —                           |                                                                                      |                           |
| Тафт (місто)       | Q30901: Тафт                | місто в Іраніd                                                                       | 18 464 осіб               |
| Тафреш             | Q614236: Тафреш             | місто в Іраніd                                                                       | 16 493 осіб               |
| Тебриз             | Q80053: Тебриз              | місто в Іраніd                                                                       | 1 558 693 осіб            |
| Тегеран            | Q3616: Тегеран              | місто в Іраніd megacityd світове місто national capitald                             | 8 693 706 осіб            |
| Тус (місто)        | Q681427: Тус                | місто в Іраніd пам'ятка культури                                                     |                           |
| Урмія (місто)      | Q179665: Урмія              | місто в Іраніd місто з населенням понад 100 тис. осібd                               | 736 224 осіб              |
| Фаса               | Q721034: Фаса               | місто в Іраніd місто з населенням понад 100 тис. осібd                               | 110 825 осіб              |
| Фірузабад          | Q720952: Фірузабад          | місто в Іраніd                                                                       | 58 210 осіб               |
| Фуман (Іран)       | Q2151629: Фуман             | місто в Іраніd                                                                       | 27 763 осіб 35 841 осіб   |
| Хаджіабад          | Q2160114: Хаджіабад         | місто в Іраніd                                                                       |                           |
| Хамадан            | —                           |                                                                                      |                           |
| Хередж             | —                           |                                                                                      |                           |
| Хемідіє            | Q888408: Хемідіє            | місто в Іраніd                                                                       | 22 057 осіб               |
| Хой (місто)        | Q605105: Хой                | місто в Іраніd місто з населенням понад 100 тис. осібd                               | 198 845 осіб              |
| Хомейн             | Q720750: Хомейн             | місто в Іраніd                                                                       | 74 256 осіб 72 882 осіб   |
| Хорремабад         | Q502212: Хорремабад         | місто в Іраніd місто з населенням понад 100 тис. осібd                               | 373 416 осіб 200 000 осіб |
| Шембе              | Q4370819: Шембе             | місто в Іраніd                                                                       | 2747 осіб                 |
| Шахре-Корд         | Q386649: Шехре-Корд         | місто в Іраніd місто з населенням понад 100 тис. осібd                               | 190 441 осіб              |
| Шираз              | Q6397066: Шираз             | місто в Іраніd                                                                       | 1 565 572 осіб            |
| Ясудж              | Q383129: Ясудж              | місто в Іраніd місто з населенням понад 100 тис. осібd                               | 108 505 осіб 134 532 осіб |